# Râul Olt între Mărunței și Turnu Măgurele
Râul Olt între Mărunței și Turnu Măgurele este o arie protejată (arie specială de conservare — SAC, sit de importanță comunitară — SCI) din România, desemnată în scopul protejării biodiversității și menținerii într-o stare de conservare favorabilă a florei spontane și faunei sălbatice, precum și a habitatelor naturale de interes comunitar aflate în arealul zonei de protecție. Aceasta se întinde pe o suprafață de 12.217,2 ha, integral pe uscat.

## Localizare
Centrul sitului Râul Olt între Mărunței și Turnu Măgurele este situat la coordonatele 43°52′03″N 24°43′05″E / 43.867433°N 24.717983°E. Situl se întinde pe teritoriile administrative ale comunelor Băbiciu, Cilieni, Coteana, Dăneasa, Fălcoiu, Fărcașele, Giuvărăști, Gostavățu, Izbiceni, Mărunței, Osica de Sus, Rusănești, Scărișoara, Sprâncenata, Stoenești și Tia Mare; și pe cel al orașului Drăgănești-Olt din județul Olt și pe cele ale comunelor Beciu, Islaz, Lița, Lunca, Plopii-Slăvitești, Saelele, Segarcea-Vale, Slobozia Mândra și Uda-Clocociov; și pe cel al municipiului Turnu Măgurele din județul Teleorman.

## Înființare
Situl Râul Olt între Mărunței și Turnu Măgurele a fost declarat sit de importanță comunitară (ROSCI0376) în septembrie 2011 pentru a proteja 11 specii de animale. Situl a fost protejat și ca arie specială de conservare (ROSAC0376) în mai 2022.

## Biodiversitate
Situată în ecoregiunea continentală, aria protejată nu include niciun habitat protejat.
La baza desemnării sitului se află mai multe specii protejate:
- amfibieni (3): buhai de baltă cu burtă roșie (Bombina bombina), triton cu creastă (Triturus cristatus), triton cu creastă dobrogean (Triturus dobrogicus)
- mamifere (2): vidră de râu (Lutra lutra), popândău (Spermophilus citellus)
- nevertebrate (2): croitorul mare al stejarului (Cerambyx cerdo), rădașcă (Lucanus cervus)
- pești (3): avat (Aspius aspius), boarță (Rhodeus amarus), porcușor de șes (Romanogobio vladykovi)
- reptile (1): țestoasa de baltă (Emys orbicularis)

Pe lângă speciile protejate, pe teritoriul sitului au mai fost identificate 1 specie de plante, 1 specie de mamifere, 1 specie de nevertebrate, 1 specie de reptile.